# Celastrus hypoleucus
Celastrus hypoleucus là một loài thực vật có hoa trong họ Dây gối. Loài này được (Oliv.) Warb. ex Loes. mô tả khoa học đầu tiên năm 1900.